# Вилендорфска Венера
Вилендорфската Венера или Венера от Вилендорф (на немски: Venus von Willendorf) е статуетка от периода на праисторията, която изобразява женска фигура с пищни форми.
Открита е в палеолитното находище край село Вилендорф, Долна Австрия. Статуетката се съхранява в Природоисторическия музей във Виена.
След откриването и наименуването на Вилендорфската венера са открити много подобни статуетки. Всички те са наречени Палеолитни Венери. макар че далеч предшестват митологичната Венера.

## Вид
Гледайки снимката на Венера Вилендорф, можете да научите повече за нея външен вид. Статуетката изобразява гола женска фигура с хипертрофирани кръгли форми. Ръцете на Венера са положени върху гърдите ѝ. Предположенията за значението, което предците са поставили в цифрата, са различни. Някои учени смятат, че то символизира плодородието и обединението на рода, други забелязват елементи на ловна магия, третото предположение показва, че Венера е била покровителка на силите на природата.
Появата на Вилендорфска Венера не е знак, че майсторите просто не знаят как да изобразяват елегантното и красиво женско тяло. Успоредно с това те създават красиви рисунки и фигури, където на формите се дават по-тънки и гладки линии.
Факт е, че целта да се направи Венера е съвсем различна. Най-вероятно това е образът на Майката Земя, в утробата на която са поставени душите на починалите, очаквайки тяхното завръщане, за да продължат да съществуват в тялото на живо същество. Има и други версии. Може би фигурата представлява човешката раса, голямата Майка, която неуморно създава нов живот.

## Тяло
Статуетката се отличава с липсата на този елемент. Тя е безлика (без лице). За палеолита това е характерна особеност. Лицето по онова време е основната проява на човешката индивидуалност, следователно всички изображения и фигури, където липсва, трябва да се тълкуват като символи. Венера е обективното изразяване на това, което древните са имали предвид под плодородието. Те извършили погребалния ритуал, където вероятно използвали тези фигурки, затова вярвали, че душата е вечна и има способността да се възкресява.

## Материал
Фигурката е изработена от оолитен порест варовик. Интересно е, че този материал не се намира в района, където е била открита статуетката. От известно време произходът на Венера остава загадка за изследователите. Вероятно варовикът е бил добит близо до чешкия град Бърно, който е почти на 140 км от село Вилендорф. Там се намира Стралската скала, чийто варовиков масив е много близък по състав с материала на Венера.
Друг интересен момент е, че фигурката първоначално е била покрита с червена охра. Този факт говори в полза на предположението за ритуалното предназначение на статуетката. Най-често покритите с охра религиозни предмети.